# Pasporta Servo

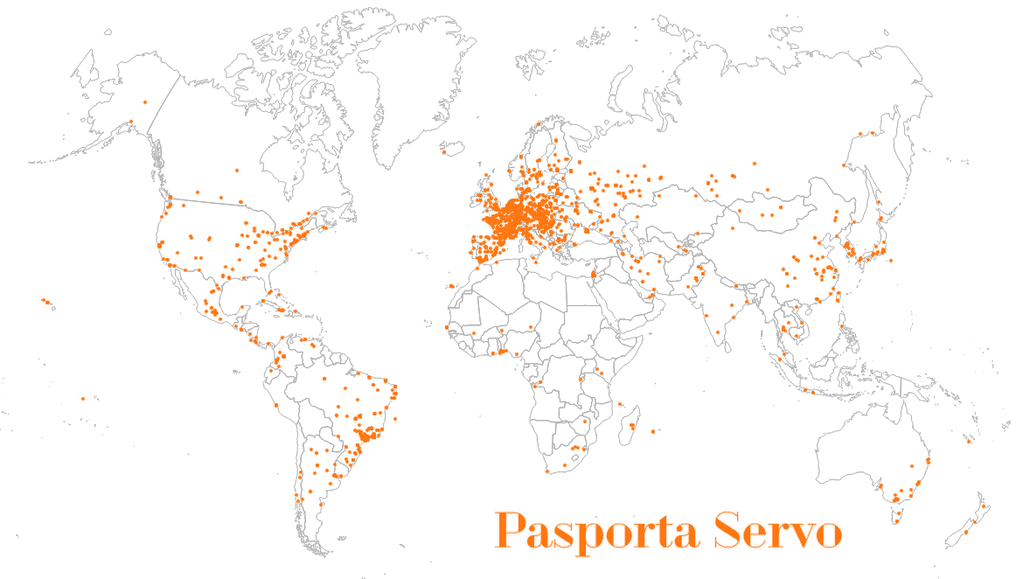
A Pasporta Servo hálózata 2015-ben

A Pasporta Servo („útlevélszolgálat”) az eszperantó nyelven beszélők, vagyis az eszperantisták vendéglátó szolgáltatása. Minden évben közzéteszik egy kötetben azok címjegyzékét a világ öt földrészének országaiból, akik hajlandóak otthonukban ingyenesen vendégül látni az eszperantó nyelv más beszélőit. Ez a mű jelentős kiadványnak számít az eszperantó kultúrában, amelyet talán csak a Plena Ilustrita Vortaro (a nyelv teljes, illusztrált nagyszótára) múlhat felül. 2010-ben 1450 vendéglátó szerepelt benne 91 országból.

## Földrajzi eloszlásuk
A földrajzi eloszlás meglehetősen egyenetlen; 2007-ben például így alakultak az arányok:
- 158 – Franciaország
- 105 – Németország
- 71 – Lengyelország
- 68 – Oroszország
- 58 – Ukrajna
- 52 – Magyarország (32 városból és községből)
- 49 – Egyesült Államok
- 40 – Hollandia
- 40 – Kína
- 33 – Nagy-Britannia
- 29 – Japán
- 26 – Irán
- 4 – India
- 67 – egész Afrika (27-en Nyugat-Afrikából, 40-en a kontinens többi részéből)
- 29 – egész Dél-Amerika

A szállásadók maguk szabják meg, hány vendég jöhet, és mennyi ideig maradhatnak, valamint röviden más megkötéseket vagy érdeklődési területeket is megadhatnak (dohányzók kizárva, hálózsákot vagy sátrat hozni kell, fiatalok előnyben stb.). A vendéglátók a világ számos országából származó embereket ismerhetnek meg, az utazók pedig ingyen szállhatnak meg a felsorolt helyeken (bár a vendéglátónak jogában áll térítést kérni a felmerülő költségekért). A vendégek ezenkívül jobban érezhetik magukat, mert számos vendéglátó szívesen segít a helyi közlekedésben, a tudnivalókkal lát el, stb., és némelyek étkezést is nyújtanak, bár a vendéglátókkal szemben nincs más elvárás, mint hogy szállást adjanak az éjszakára.
A Pasporta Servót minden évben a TEJO, az Eszperantó Ifjúsági Világszervezet adja ki. Bár a szállás felajánlása az utazónak mint szokás a korai kultúrákra nyúlik vissza (jelesül az ókori görögökre), az a gondolat, hogy mindezt konkrétan az eszperantó beszélőire alkalmazzák, 1966-ban merült fel Argentínában, amikor Ruben Feldman-Gonzalez elindította az ún. Programo Pasportót. A Pasporta Servo jelenlegi formájában először 1974-ben jelent meg 40 vendéglátóval, a franciaországi Jeanne-Marie Cash irányítása alatt. Mindketten fogadnak ma is vendégeket a Pasporta Servo révén.

## Összegzés
A Pasporta Servo jelentősen hozzájárult az eszperantómozgalomban a nyelv népszerűsítéséhez, és mindmáig érv a nyelv megtanulása mellett. Ahogy a hivatalos honlapon írják: „Miközben az eszperantóul tudó vendéglátóknak és utazóknak egyfajta szolgáltatást nyújt, azt is bemutatja a környező világnak, világosan és közérthetően, hogy az eszperantó hasznavehető, és a gyakorlatban is működik. Sokan csak azért tanulják meg az eszperantót, mert a Pasporta Servóval akarnak utazni.”